# سيلسو بورخيس
سيلسو بورخيس مورا (بالإسبانية: Celso Borges)‏ (مواليد 27 مايو 1988 في سان هوزيه) لاعب كرة قدم كوستاريكي دولي يجيد اللعب في خط الوسط . يلعب حاليا لصالح نادي أيك سولنا سويدي منذ 2012 .

## روابط خارجية
- سيلسو بورخيس على موقع الاتحاد الدولي (مؤرشف)  (الإنجليزية)
- سيلسو بورخيس على موقع اتحاد تركيا (لاعب) (الإنجليزية)
- سيلسو بورخيس على موقع قاعدة بيانات كرة القدم.إي يو (الإنجليزية)
- سيلسو بورخيس على موقع ناشيونال فوتبول تيمز (الإنجليزية)
- سيلسو بورخيس على موقع Soccerway.com (الإنجليزية)
- سيلسو بورخيس على موقع عالم كرة القدم.نت (الإنجليزية)
- سيلسو بورخيس على موقع كووورة
- سيلسو بورخيس على موقع AS.com (الإسبانية)